# Phil Woolpert
Phillip D. Woolpert, detto Phil (Danville, 19 dicembre 1915 – Sequim, 5 maggio 1987), è stato un cestista e allenatore di pallacanestro statunitense, membro del Naismith Memorial Basketball Hall of Fame dal 1992 in qualità di allenatore.

## Carriera
Ha vinto il campionato di pallacanestro NCAA Division I alla guida dei San Francisco Dons nel 1955 e nel 1956.

## Palmarès

### Allenatore
- 2 volte campione NCAA (1955, 1956)